# Saint-Lô-d’Ourville
Saint-Lô-d’Ourville ist eine Ortschaft und eine ehemalige französische Gemeinde mit zuletzt 517 Einwohnern (Stand 2015) im Département Manche in der Region Normandie. Sie gehörte zum Arrondissement Cherbourg und zum Kanton Les Pieux.
Mit Wirkung vom 1. Januar 2019 wurden die ehemaligen Gemeinden Saint-Lô-d’Ourville, Portbail und Denneville zur Commune nouvelle Port-Bail-sur-Mer zusammengeschlossen und haben in der neuen Gemeinde den Status einer Commune déléguée. Der Verwaltungssitz befindet sich im Ort Portbail.

## Lage
Die Ortschaft liegt auf der Halbinsel Cotentin und grenzt im Südwesten an den Ärmelkanal. Nachbarorte sind Portbail im Nordwesten, Canville-la-Rocque im Nordosten, Saint-Sauveur-de-Pierrepont (Berührungspunkt) im Osten und Denneville im Südwesten.

## Bevölkerungsentwicklung
| Jahr      | 1962 | 1968 | 1975 | 1982 | 1990 | 1999 | 2008 | 2015 |
| --------- | ---- | ---- | ---- | ---- | ---- | ---- | ---- | ---- |
| Einwohner | 399  | 380  | 403  | 397  | 404  | 478  | 559  | 517  |

## Sehenswürdigkeiten
- Kirche Saint-Lô
- Wasserburg Manoir du Parc, Monument historique seit 2000

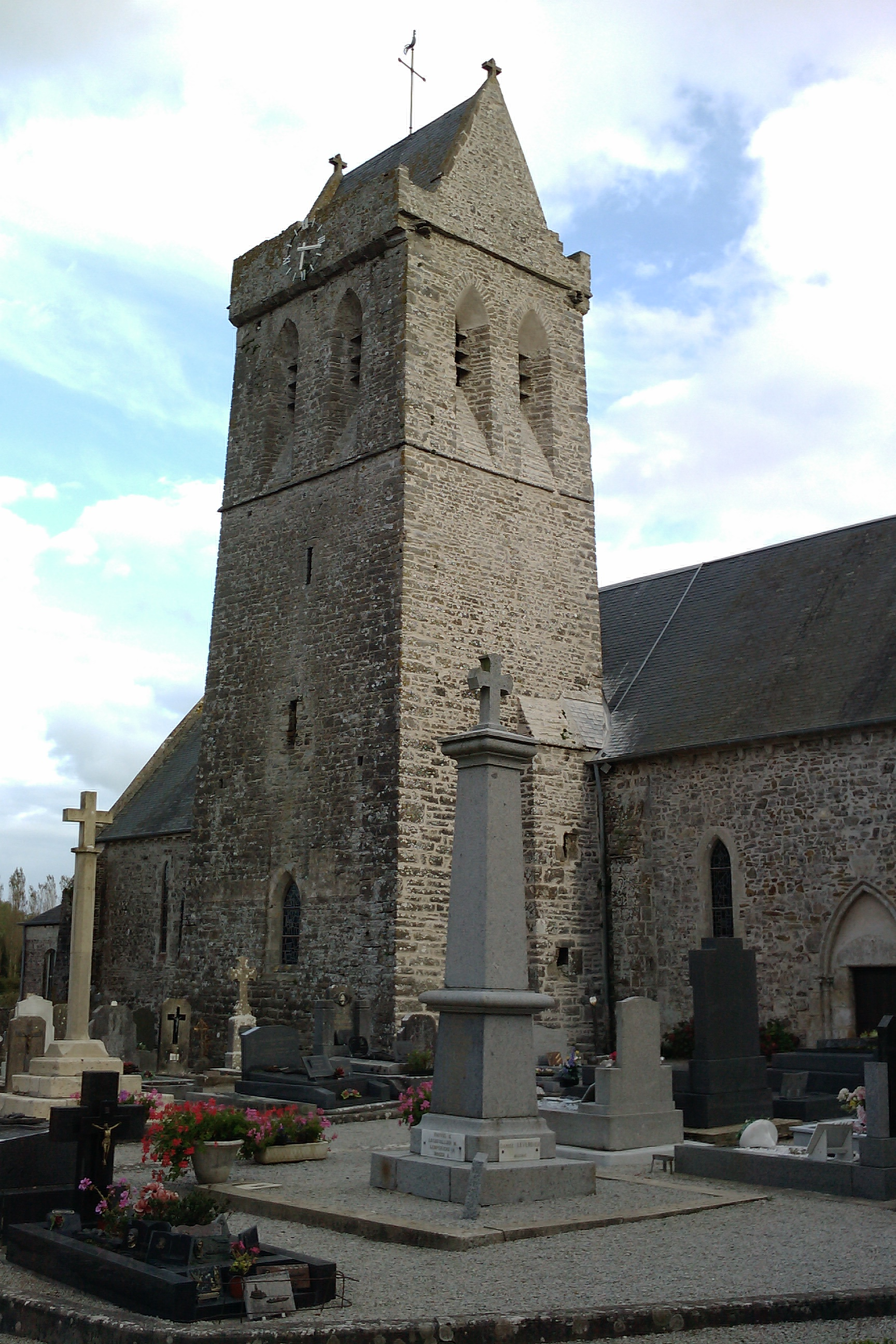
Kirche Saint-Lô
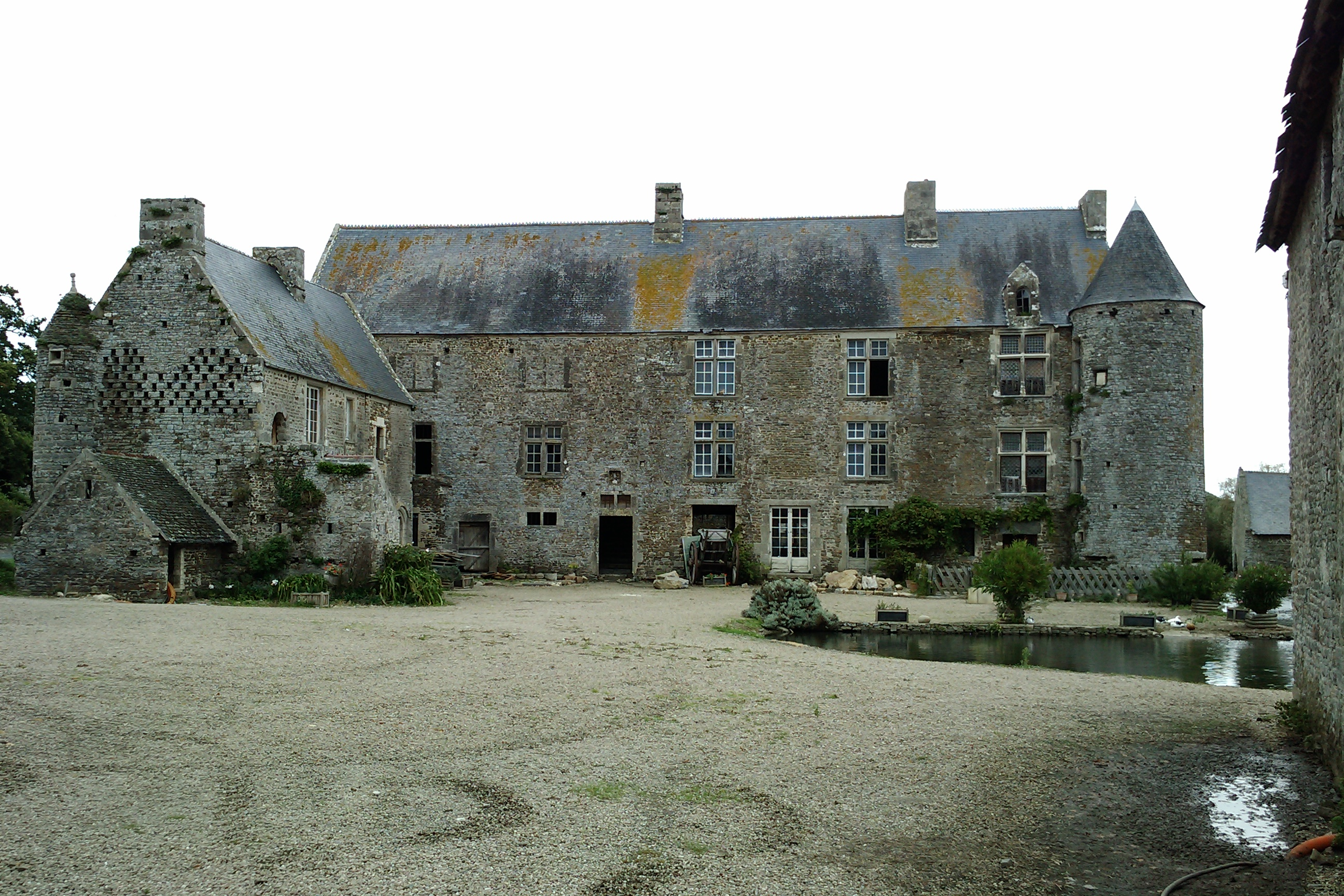
Manoir du Parc